# Luftsånger/Cloudsongs
Luftsånger/Cloudsongs är Thomas Mera Gartz' andra och sista studioalbum som soloartist, utgivet 1984 på Silence Records. Albumet hade undertiteln musik från en särskild plats/music from a particular place.
Albumet spelades in i Silence studio mellan 1978 och 1983. Det mixades av Anders Lind i juni och oktober 1983.

## Låtlista
Båda låtarna är skrivna av Thomas Mera Gartz.
Sida A
1. "Side A" – 21:08

Sida B
1. "Side B" – 21:47